# Fredric Gary Comeau
Pour les articles homonymes, voir Comeau.
Fredric Gary Comeau est un auteur-compositeur-interprète et poète acadien du Québec, né le 2 juin 1970 à Robertville, au Nouveau-Brunswick (Canada).

## Biographie
Fredric Gary Comeau naît le 2 juin 1970 à Robertville, au Nord du Nouveau-Brunswick. Il étudie quelque temps à l'Université de Moncton mais quitte l'Acadie en 1991 pour voyager en Europe et en Amérique centrale. Il suit ensuite des cours en cinéma et en histoire de l'art alors qu'il réside tour à tour à Montréal, Québec, Halifax, Moncton, Fredericton et finalement Montréal. Il occupe divers emplois pour payer ses voyages.

### Poète et romancier
Il publie un premier recueil de poésie, Stratagèmes de mon impatience, en 1991 aux Éditions Perce-Neige ; cette publication marque la renaissance de cette maison d'édition acadienne après trois ans d'inactivité.
Puiis, il est finaliste au prix Émile-Nelligan en 1994 avec Ravages.
Il publie par la suite trois recueils aux Écrits des Forges, une maison d'édition québécoise basée à Trois-Rivières, mais revient aux Éditions Perce-Neige en 2005 avec Naufrages.
Il publie en  2013 son premier roman,Vertiges ,, paru aux Éditions XYZ. Le livre  lui vaut, la même année, le prix Jacques-Cartier.
Son deuxième roman, Douze chansons pour Évelyne, paraît trois ans plus tard.

### Musicien
Il s'intéresse à la musique et sort un premier album, Another Broken Lullaby, en 1999, qui passe inaperçu, sauf auprès du milieu musical. Il signe ainsi un contrat avec le disquaire Audiogram, qui produit son second disque Hungry Ghosts en 2001.
Il est en nomination la même année au gala de l'ADISQ dans la catégorie « Artiste s'étant le plus illustré dans une langue autre que le français ».
Il sort un premier album en français, Ève Rêve, en 2006 chez Tacca Musique ; c'est son meilleur succès critique.

## Œuvres

### Poésie
- Stratagèmes de mon impatience, Moncton, Éditions Perce-Neige, 1991, 82 p.  (ISBN 2920221167)
- Intouchable, Moncton, Éditions Perce-Neige, 1992, 88 p. (OCLC 26933558)
- Ravages, Moncton, Éditions Perce-Neige, 1994, 70 p.  (ISBN 2-920221-48-5)
- Trajets, Moncton, Éditions Perce-Neige, 1996, 57 p.  (ISBN 2-920221-51-5)
- Routes, Trois-Rivières, Écrits des Forges, 1997, 47 p.  (ISBN 2-89046-445-8)
- Fuites, Trois-Rivières, Écrits des Forges, 2000, 65 p.  (ISBN 2-89046-590-X)
- Vagues, Trois-Rivières, Écrits des Forges/s, 2004 (Traduction espagnole: Oleajes, Tlaquepaque, Mantis Editore, 2004), 113 p.  (ISBN 2-89046-836-4)
- Naufrages, Moncton, Éditions Perce-Neige, 2005, 81 p.  (ISBN 2-922992-22-5)
- Aubes, Moncton, Éditions Perce-Neige, 2007, 80 p.  (ISBN 2-922992-32-2)
- Vérités, Moncton, Éditions Perce-Neige, 2009, 103 p.  (ISBN 978-2-922992-45-8)
- Souffles, Trois-Rivières, Écrits des Forges, 2011, 81 p.  (ISBN 978-2-89645-201-9)
- La joie vertigineuse des anges déchus, Trois-Rivières, Écrits des Forges, 2013, 52 p.  (ISBN 9782896452521)
- Égarements, Trois-Rivières, Écrits des Forges, 2015, 54 p.  (ISBN 9782896452972)
- Dérive novembre, Sudbury, Éditions Prise de parole, 2015, 60 p.  (ISBN 9782894239384)
- M'inonde, Trois-Rivières, Écrits des Forges, 2019, 78 p.  (ISBN 9782896453801)

### Roman
- Vertiges, Montréal, Éditions XYZ, collection Quai no 5, 2013, 189 p.  (ISBN 9782892617986)
- Douze chansons pour Évelyne, Montréal, Éditions XYZ, collection Quai no 5, 2016, 284 p.  (ISBN 9782892619966)

## Prix et honneurs
- 1994 : finaliste au Prix Émile-Nelligan pour Ravages
- 2012: finaliste aux Prix littéraires du Gouverneur général pour Souffles[7]
- 2013: lauréat du Prix Jacques-Cartier du roman et de la nouvelle de langue française pour Vertiges[5]